# Todirostre roussâtre
Poecilotriccus russatus
Espèce
Synonymes
- Todirostrum russatum[1]

Statut de conservation UICN

 LC  : Préoccupation mineure
Le Todirostre roussâtre (Poecilotriccus russatus) est une espèce de passereau de la famille des Tyrannidae,.

## Distribution
Cet oiseau vit dans les tepuys du sud-est du Venezuela et du nord du Brésil (tepuy Uei dans le Roraima),,.

## Systématique
Cette espèce est monotypique selon la classification de référence du Congrès ornithologique international (version 9.1, 2019).